# Giovanni Randaccio
Giovanni Randaccio (Torino, 1º luglio 1884 – San Giovanni al Timavo, 28 maggio 1917) è stato un militare italiano.

## Biografia
Nato a Torino nel 1884 da padre di origini sarde e madre vercellese, intraprende la carriera militare nell'Arma di Fanteria, ottenendo i gradi da sottotenente.
Il 24 dicembre 1914 è iniziato in Massoneria nella Loggia Vomere di Napoli.
Successivamente promosso tenente, allo scoppio della Prima guerra mondiale è capitano.
Nell'ottobre del 1916, mentre Randaccio, nel frattempo promosso maggiore, si trova al comando del II Battaglione del 77o Reggimento Fanteria, Gabriele D'Annunzio si trova a prestare servizio come ufficiale di collegamento proprio tra la 45ª Divisione e la Brigata "Toscana", di cui il reggimento fa parte.
D'Annunzio, al comando di Randaccio, partecipa così alla Ottava e alla Nona battaglia dell'Isonzo, e tra i due si instaura una profonda amicizia, frutto della reciproca ammirazione.
Negli ultimi giorni di maggio del 1917, nel corso dei combattimenti della Decima battaglia dell'Isonzo, il 77o Reggimento Fanteria si trova ad avanzare presso le foci del Timavo.
Il 28 maggio, il maggiore Randaccio si lancia con il proprio battaglione in un arrischiato assalto all'attacco della Quota 28 (Bràtina), posta oltre il breve corso del Timavo.
Conquistata, a prezzo di pesanti perdite, la quota, Randaccio viene colpito da una raffica di mitragliatrice.
Trasportato presso la sezione di sanità, spira poco dopo.

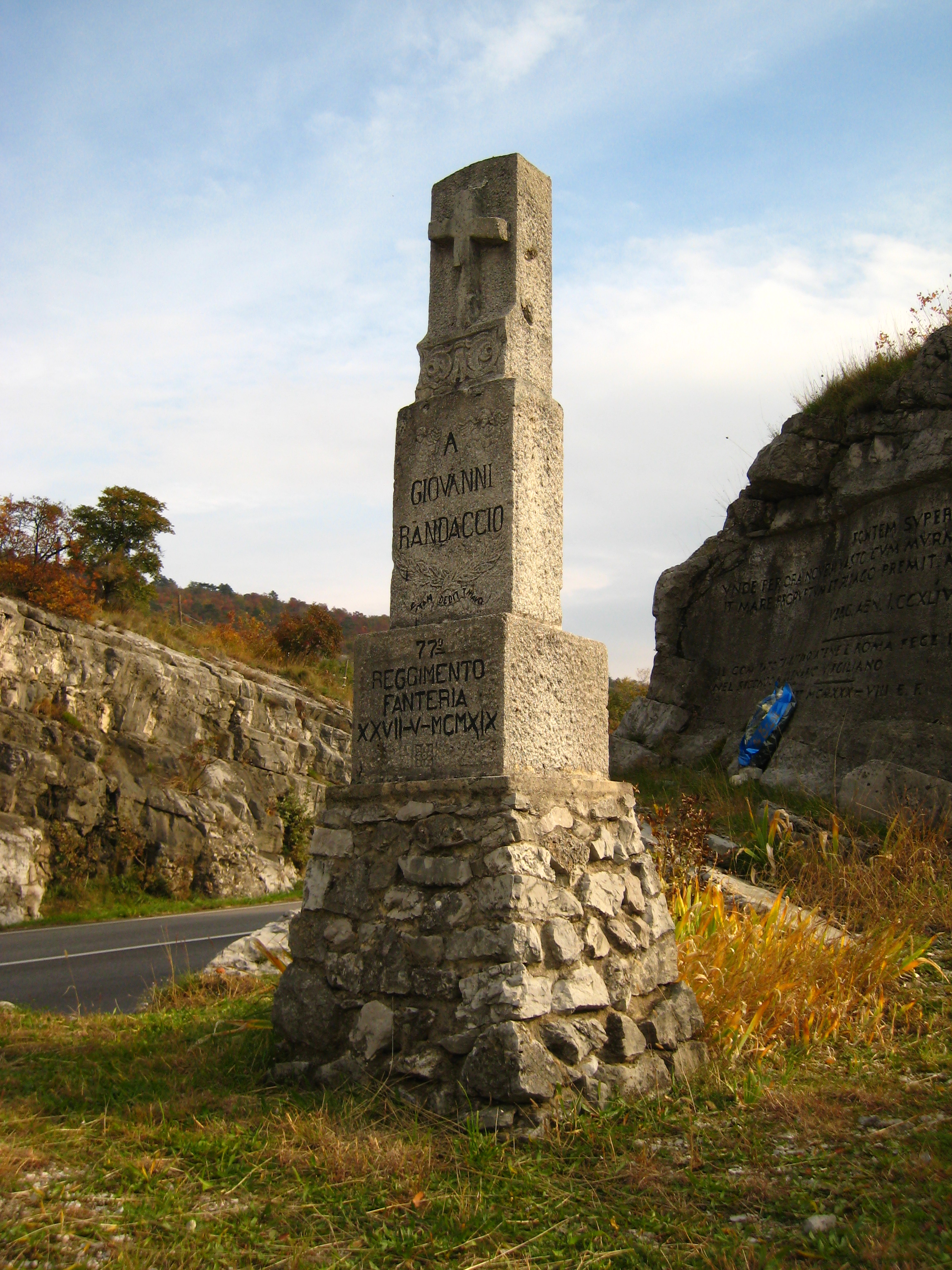
La stele al maggiore Randaccio a San Giovanni di Duino

Il suo corpo viene avvolto da Gabriele D'Annunzio, che aveva concepito e voluto l'azione, in una bandiera tricolore, la quale verrà in seguito utilizzata come simbolo nel corso della spedizione di Fiume, ed è oggi conservata presso il Vittoriale degli italiani a Gardone Riviera.
Giovanni Randaccio è poi sepolto presso il cimitero militare di Aquileia, ove riposa tuttora.
Alla sua memoria viene conferita la Medaglia d’Oro al Valor Militare.

## Onorificenze
L'undicesima galleria della strada delle 52 gallerie del Monte Pasubio, scavate in occasione dei combattimenti della prima guerra mondiale, porta il suo nome.
Le città di Torino, città natale, Vercelli, Milano, Padova, Verona, Livorno, Vicenza e Brescia gli hanno intitolato ciascuno una via. A Brescia, inoltre, gli è stata intitolata una caserma (oggi in disuso) prima sede del 77º Reggimento Lupi di Toscana e, dopo la Seconda Guerra Mondiale, di alcuni reparti della Brigata Meccanizzata "Brescia".